# Думс (Вірджинія)
Думс (англ. Dooms) — переписна місцевість (CDP) в США, в окрузі Огаста штату Вірджинія. Населення — 1279 осіб (2020).

## Географія
Думс розташований за координатами 38°6′0″ пн. ш. 78°51′1″ зх. д. / 38.10000° пн. ш. 78.85028° зх. д. (38.100067, -78.850167).  За даними Бюро перепису населення США в 2010 році переписна місцевість мала площу 10,37 км², з яких 10,35 км² — суходіл та 0,02 км² — водойми.

## Демографія
Згідно з переписом 2010 року, у переписній місцевості мешкало 1327 осіб у 584 домогосподарствах у складі 382 родин. Густота населення становила 128 осіб/км².  Було 629 помешкань (61/км²).
Расовий склад населення:
| - 95,9 % — білих - 2,0 % — чорних або афроамериканців - 0,1 % — азіатів |

До двох чи більше рас належало 1,4 %. Частка іспаномовних становила 1,8 % від усіх жителів.
За віковим діапазоном населення розподілялося таким чином: 17,1 % — особи молодші 18 років, 65,7 % — особи у віці 18—64 років, 17,2 % — особи у віці 65 років та старші. Медіана віку мешканця становила 46,2 року. На 100 осіб жіночої статі у переписній місцевості припадало 108,6 чоловіків;  на 100 жінок у віці від 18 років та старших — 103,0 чоловіків також старших 18 років.
Середній дохід на одне домашнє господарство  становив 57 793 долари США (медіана — 40 114), а середній дохід на одну сім'ю — 57 462 долари (медіана — 41 202). За межею бідності перебувало 15,0 % осіб, у тому числі 19,5 % дітей у віці до 18 років та 4,4 % осіб у віці 65 років та старших.
Цивільне працевлаштоване населення становило 486 осіб. Основні галузі зайнятості: виробництво — 20,8 %, освіта, охорона здоров'я та соціальна допомога — 15,0 %, мистецтво, розваги та відпочинок — 10,9 %, будівництво — 10,7 %.